# ŽNK Vrbovec
ŽNK Vrbovec, ženski je nogometni klub iz Vrbovca.

## Povijest
Ženski nogometni klub Vrbovec osnovan je 27. ožujka 2012. godine. Osnivačka skupština održana je u prostorijama Gradskoga stadiona u Vrbovcu, za predsjednicu kluba izabrana je Mirjana Pajvot, za zamjenicu predsjednice Jasmina Tubić, za tajnicu kluba Ana Bakar a za blagajnicu Gordana Fiškuš. Za trenera kluba izabran je Denis Mađar.
Trenutačno se natječe u 2. hrvatskoj nogometnoj ligi za žene.